# Amorphoscelis villiersi
Amorphoscelis villiersi är en bönsyrseart som beskrevs av Roger Roy 1984. Amorphoscelis villiersi ingår i släktet Amorphoscelis och familjen Amorphoscelidae. Inga underarter finns listade i Catalogue of Life.